# България за себе си
„България за себе си“ е българска организация, съществувала в периода 1886 – 1890 година и имаща за цел опазване на българската независимост от Русия.
Дружините „България за себе си“ се формират при управлението на Регентството в края на 1886 година и особено в началото на 1887 година. Дружините са основна опора на Регентството в страната при провеждането на антируска политика. Създаването им става с най-активната подкрепа на централните и местните власти. Задачата им е да ликвидират всички действия на опозицията за сваляне на режима, установен след Контрапреврата. Дружините участват активно в разгрома на русофилските бунтове в 1886 и 1887 година.
След формирането на Народолибералната партия в 1890 година дружинките престават да съществуват, тъй като функциите им са иззети от местните организации на партията.